# Alvis Unipower Tank Bridge Transporter
Le Alvis Unipower Tank Bridge Transporter (TBT), est un véhicule militaire utilisé par les pontonniers des Royal Engineers britannique construit par Alvis en service depuis la fin des années 1990.

## Caractéristiques du véhicule
C'est un véhicule qui permet de mettre en place des ponts dans des coupures non aménagées. Un total d'environ 190 ponts BR90 conçu par Vickers Bridging et véhicules associés a été produit ; un véhicule blindé pontonnier, le Titan Armoured Vehicle Launcher Bridge, emporte également le BR90. Le transporteur est un camion tout-terrain Alvis Unipower séries M 8x8, Unipower ayant été acquis par Alvis en 1994 et la production de la série M est stoppée depuis la fin des années 1990 et sa commercialisation en 2000.
Il peut déposer des ponts et les mettre en place de façon indépendante, mais il ne peut pas les récupérer. Il peut s'engager dans un mètre d'eau sans aménagement, franchir une tranchée de 1,4 m et a une autonomie d'environ 600 km. L'équipage se compose de deux pilotes, mais la cabine peut emporter 5 personnes.

## Caractéristiques des ponts
Il peut emporter un pont no 10 ou 2 ponts no 12 de la famille BR90 entré en service entre 1996 et 1997 construit à un total de 190 exemplaires :
|                                       | no 10 (26) | no 10 (22) | no 11    | no 12    |
| ------------------------------------- | ---------- | ---------- | -------- | -------- |
| longueur                              | 26 m       | 22 m       | 16 m     | 13,5 m   |
| largeur                               | 4 m        | 4 m        | 4 m      | 4 m      |
| poids                                 | 12 632 kg  | 10 681 kg  | 6 714 kg | 5 631 kg |
| longueur maxi de la coupure           | 24,5 m     | 20,5       | 14,5 m   | 12 m     |
| poids maxi des véhicules franchissant | 105 T      | 105 T      | 105 T    | 105 T    |